# Gary Neville
Gary Alexander Neville (sinh ngày 18 tháng 2 năm 1975 tại Bury, Đại Manchester), là cựu cầu thủ bóng đá, huấn luyện viên và bình luận viên người Anh. Anh từng thi đấu ở giải ngoại hạng Anh cho Manchester United. Vị trí sở trường của anh là hậu vệ cánh phải, Gary bắt đầu chơi bóng tại M.U và dành cả sự nghiệp của mình cho United. Ở thời kì đỉnh cao sự nghiệp, Gary Neville được biết đến như là một hậu vệ công-thủ toàn diện, cùng khả năng tạt cánh siêu việt, thứ rất cần thiết ở vị trí hậu vệ cánh. Anh xuất hiện lần đầu ở một trận đấu quốc tế là vào năm 1995 và dành 10 năm chơi bóng cho đội tuyển Anh.
Kể từ khi giải nghệ vào giữa mùa giải 2010–11, Neville trở thành bình luận viên cho kênh Sky Sports. Ngày 14 tháng 5 năm 2012, Neville được tân huấn luyện viên Roy Hodgson bổ nhiệm làm trợ lý tại đội tuyển Anh. Gary Neville đảm nhiệm cương vị huấn luyện viên trưởng Valencia CF từ năm 2015 tới 2016.

## Gia đình
Em trai của anh là Phillip cũng từng là một cầu thủ của M.U từ 1993-2005, anh từng là đội trưởng của Everton. Em gái của Gary, Tracey Neville là một cầu thủ bóng rổ của đội tuyển bóng rổ Anh. Mẹ của anh bà Jil là nhân viên tiếp tân của Bury, cha của anh Neville Neville từng là một cầu thủ bóng chày của Lancashire.

## Sự nghiệp câu lạc bộ
Gary xuất hiện lần đầu ở Manchester United là vào năm 1992 trong trận gặp Torpedo Moskva ở UEFA Cup. Anh là cầu thủ thuộc thế hệ tài năng trẻ của Mu những năm 1990, cùng lứa với anh có Phil Neville, Ryan Giggs, David Beckham, Nicky Butt và Paul Scholes. Đến năm 1994 anh bắt đầu thi đấu chính thức trong đội hình Mu và trở thành cầu thủ không thể thiếu của M.U, và đã cùng M.U giành nhiều vinh quang. Năm 2005 anh trở thành đội trưởng kế nhiệm của Mu khi Roy Keane ra đi. Trong những năm đỉnh cao anh là một hậu vệ cánh công thủ toàn diện, với đường chuyền xa với độ chính xác rất cao anh đã nhiều lân góp công vào các bàn thắng của Quỷ đỏ. Gary bị chấn thương trong trận gặp Bolton tháng 3-2007 và cũng quay lại thi đấu khi gặp Everton hồi tháng 1-2008. Anh đã ghi 1 bàn và phút thứ 21 của trận đấu giúp cho M,U có được trận hòa trước Everton. Ngày 9-4 anh cũng thi đấu trong trận tứ kết C1 gặp AS Roma, anh chơi 81 phút sau khi ra sân để nhường chỗ cho Anderson. Đó là lần thứ 99 anh thi đấu ở cúp C1. Mới đây 21-5-2008 Mu của anh đã giành chiếc cúp C1 thứ 3 trong lịch sử sau chiến thắng trước Chelsea trên chấm 11m.
Vào ngày 2 tháng 2 năm 2011, Neville đã thông báo về quyết định giải nghệ của mình sau gần 20 năm cống hiến cho Manchester United. Trận đấu cuối cùng của anh là trong trận thắng 2 - 1 trước West Bromwich Albion trên sân The Hawthorns vào ngày đầu năm 2011.

## Đội tuyển quốc gia
Gary xuất hiện lần đầu ở tuyển Anh vào năm 1995. Đó là trận anh được Terry Venables gọi vào tuyển Anh thi đấu trong trận giao hữu với Nhật Bản. Năm 1996 anh cùng Tuyển Anh tham dự Euro 1996, mặc dù thế hệ gồm nhiều tài năng như Alan Shearer, David Beckham... Đội Anh đã thất bại trước Đức trên chấm 11m ở trận bán kết. Đó là một trận đấu được cho vào các trận kinh điển ở các kỳ Euro. Sau đó anh còn cùng đội tuyển tham gia Euro 2000, 2004 và World Cup 1998, 2002 và 2006.

## Thống kê sự nghiệp

### Câu lạc bộ
| Câu lạc           | Mùa giải       | Giải | Giải | Cúp  | Cúp | Cúp Liên đoàn | Cúp Liên đoàn | Châu Âu | Châu Âu | Khác | Khác | Tổng cộng | Tổng cộng |
| Câu lạc           | Mùa giải       | Trận | Bàn  | Trận | Bàn | Trận          | Bàn           | Trận    | Bàn     | Trận | Bàn  | Trận      | Bàn       |
| ----------------- | -------------- | ---- | ---- | ---- | --- | ------------- | ------------- | ------- | ------- | ---- | ---- | --------- | --------- |
| Manchester United | 1992-93        | 0    | 0    | 0    | 0   | 0             | 0             | 1       | 0       | 0    | 0    | 1         | 0         |
| Manchester United | 1993-94        | 1    | 0    | 0    | 0   | 0             | 0             | 1       | 0       | 0    | 0    | 2         | 0         |
| Manchester United | 1994-95        | 18   | 0    | 4    | 0   | 3             | 0             | 2       | 0       | 0    | 0    | 27        | 0         |
| Manchester United | 1995-96        | 31   | 0    | 6    | 0   | 1             | 0             | 1       | 0       | 0    | 0    | 39        | 0         |
| Manchester United | 1996-97        | 31   | 1    | 3    | 0   | 1             | 0             | 10      | 0       | 1    | 0    | 46        | 1         |
| Manchester United | 1997-98        | 34   | 0    | 3    | 0   | 0             | 0             | 8       | 0       | 0    | 0    | 45        | 0         |
| Manchester United | 1998-99        | 34   | 1    | 7    | 0   | 0             | 0             | 12      | 0       | 1    | 0    | 54        | 1         |
| Manchester United | 1999-2000      | 22   | 0    | -    | -   | 0             | 0             | 9       | 0       | 4    | 0    | 35        | 0         |
| Manchester United | 2000-01        | 32   | 1    | 2    | 0   | 0             | 0             | 14      | 0       | 1    | 0    | 49        | 1         |
| Manchester United | 2001-02        | 34   | 0    | 2    | 0   | 0             | 0             | 14      | 0       | 1    | 0    | 51        | 0         |
| Manchester United | 2002-03        | 26   | 0    | 3    | 0   | 5             | 0             | 10      | 1       | 0    | 0    | 44        | 1         |
| Manchester United | 2003-04        | 30   | 2    | 4    | 0   | 1             | 0             | 7       | 0       | 0    | 0    | 42        | 2         |
| Manchester United | 2004-05        | 22   | 0    | 4    | 0   | 1             | 0             | 7       | 1       | 1    | 0    | 35        | 1         |
| Manchester United | 2005-06        | 25   | 0    | 3    | 0   | 5             | 0             | 4       | 0       | 0    | 0    | 37        | 0         |
| Manchester United | 2006-07        | 24   | 0    | 3    | 0   | 0             | 0             | 6       | 0       | 0    | 0    | 33        | 0         |
| Manchester United | 2007-08        | 0    | 0    | 0    | 0   | 0             | 0             | 1       | 0       | 0    | 0    | 1         | 0         |
| Manchester United | 2008-09        | 16   | 0    | 2    | 0   | 3             | 0             | 4       | 0       | 4    | 0    | 29        | 0         |
| Manchester United | 2009-10        | 17   | 0    | 1    | 0   | 4             | 0             | 6       | 0       | 0    | 0    | 28        | 0         |
| Manchester United | 2010-11        | 3    | 0    | 0    | 0   | 1             | 0             | 0       | 0       | 0    | 0    | 4         | 0         |
| Tổng sự nghiệp    | Tổng sự nghiệp | 400  | 5    | 47   | 0   | 25            | 0             | 117     | 2       | 13   | 0    | 602       | 7         |

### Đội tuyển quốc gia
Số liệu thống kê chính xác tới ngày 1 tháng 1 năm 2011
| Đội tuyển bóng đá Anh | Đội tuyển bóng đá Anh | Đội tuyển bóng đá Anh |
| Năm                   | Trận                  | Bàn                   |
| --------------------- | --------------------- | --------------------- |
| 1995                  | 6                     | 0                     |
| 1996                  | 10                    | 0                     |
| 1997                  | 7                     | 0                     |
| 1998                  | 8                     | 0                     |
| 1999                  | 3                     | 0                     |
| 2000                  | 7                     | 0                     |
| 2001                  | 8                     | 0                     |
| 2002                  | 5                     | 0                     |
| 2003                  | 7                     | 0                     |
| 2004                  | 12                    | 0                     |
| 2005                  | 4                     | 0                     |
| 2006                  | 7                     | 0                     |
| 2007                  | 1                     | 0                     |
| Tổng cộng             | 85                    | 0                     |

## Danh hiệu

#### Manchester United
- Premier League (8): 1995-96, 1996-97, 1998-99, 1999–2000, 2000-01, 2002-03, 2006-07, 2008-09
- FA Cup (3): 1995–96, 1998–99, 2003–04
- EFL Cup (3): 2005–06, 2008–09, 2009–10
- FA Community Shield (5): 1996, 1997, 2003, 2008, 2010
- UEFA Champions League (2): 1998–99, 2007–08
- Intercontinental Cup (1): 1999
- FIFA Club World Cup (1): 2008